# Stary zamek w Mużakowie
Stary zamek w Mużakowie (niem. Altes Schloss Muskau) – zamek znajdujący się w Parku Mużakowskim (Fürst-Pückler-Park Bad Muskau) w jego części należącej do Niemiec.
Niedaleko Nowego zamku znajduje się tzw. Stary zamek, wzniesiony w XVI w. w stylu renesansowym, który jednak nigdy nie służył jako zamek. Prosty budynek z czterospadowym dachem został przekształcony w siedzibę administracyjną przez rodzinę von Callenberg. Jego główny front zwrócony jest w stronę Mużakowa. Wspaniały barokowy portal wejściowy podkreśla zamkowy charakter obiektu. Dwa gryfy dzierżą podwójny herb hrabiego Callenberg i jego żony Urszuli Katarzyny von Dohna. W niszach nad wejściem znajdują się symboliczne rzeźby, od lewej: Flory, Dzikiego człowieka i Hygiei. Nazwa Stary zamek pochodzi od Hermanna von Pücklera (1785-1871), który potrzebował starszego budynku jako symbolu statusu dla swojego parku.

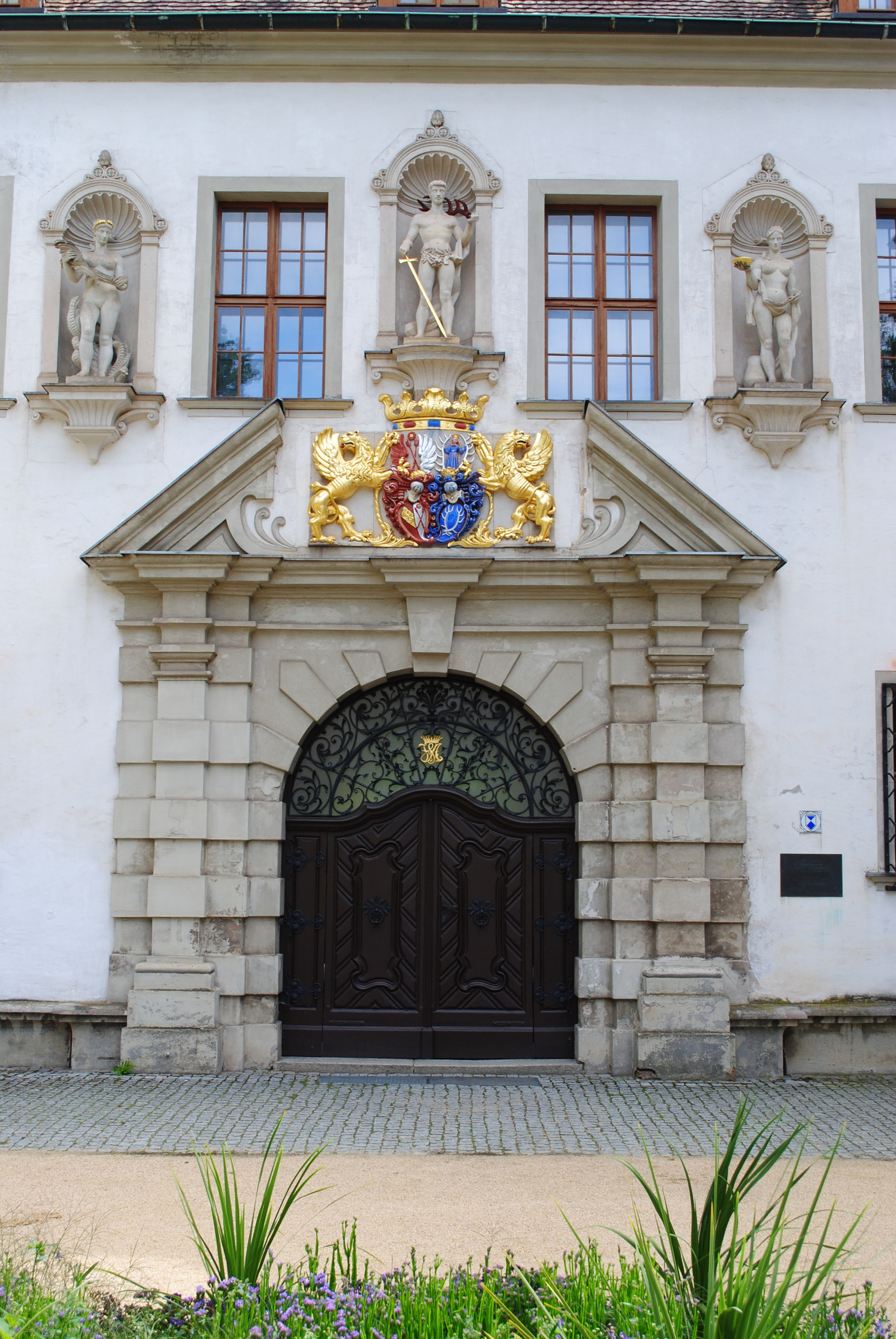
Portal z herbami
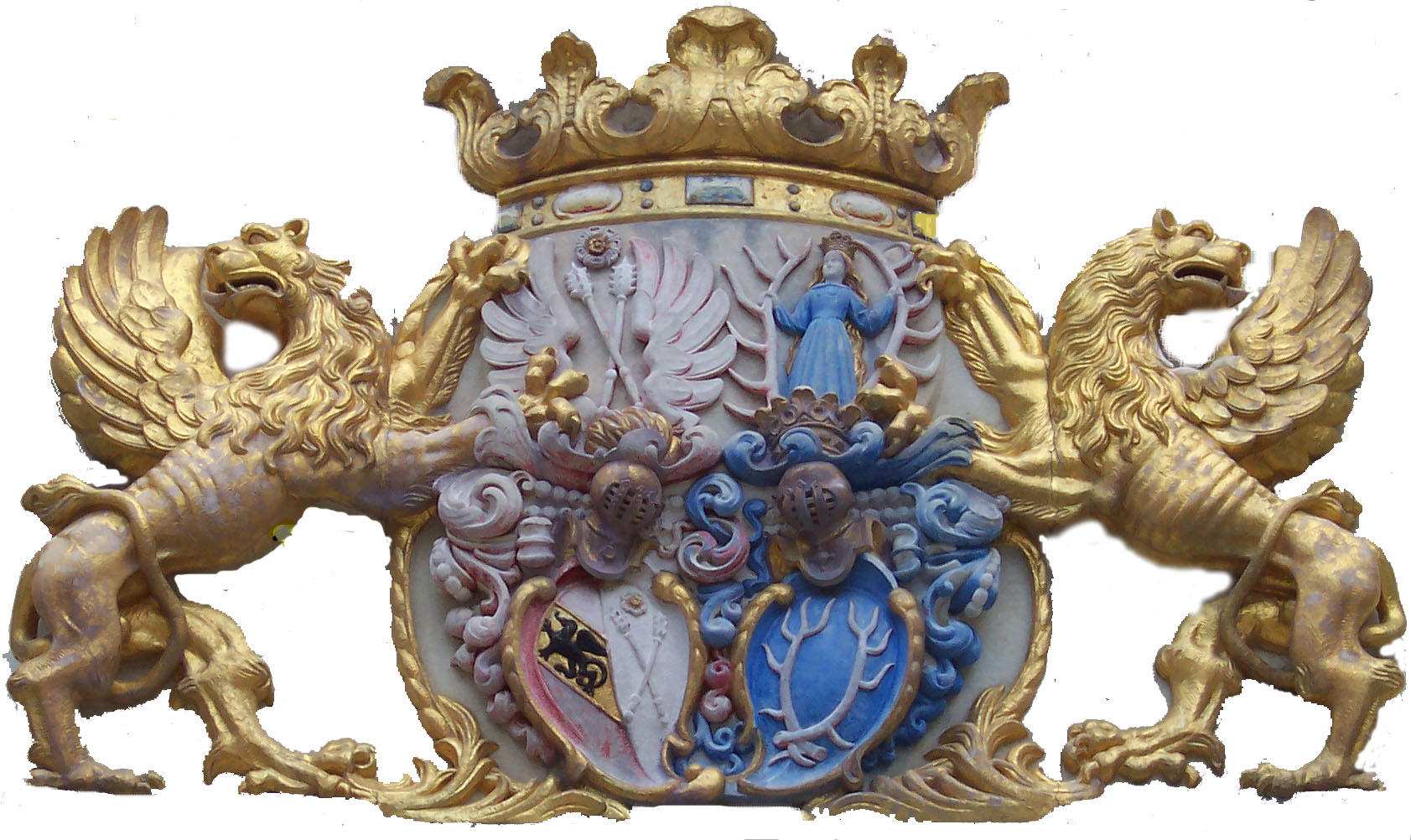
Herby von Callenberg von Dohna
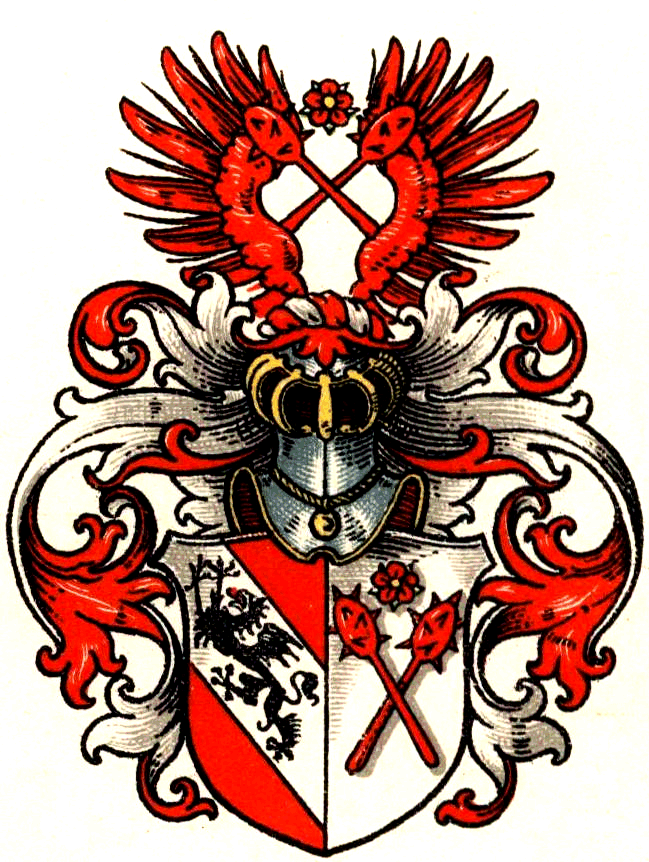
Herb von Calenberg
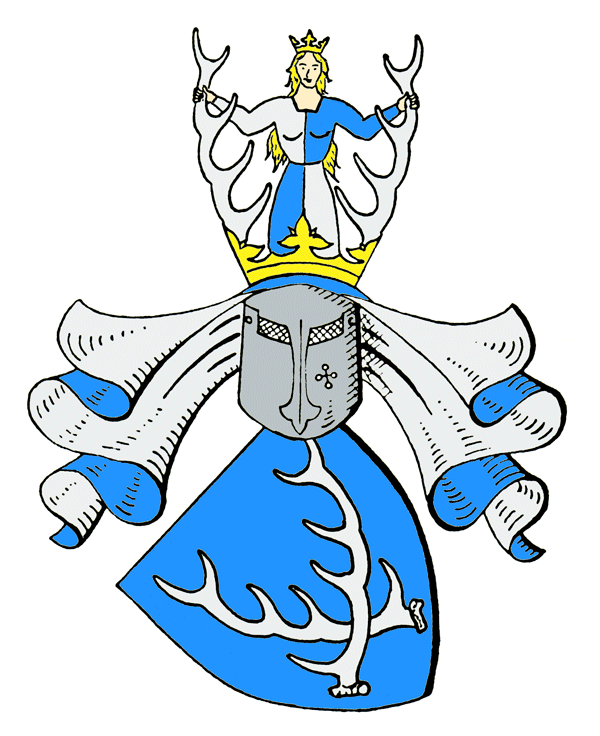
Herb von Dohna